# 润肺草属
润肺草属（学名：Brachystelma）是萝藦科下的一个属，为直立或缠绕草本植物。该属共有30种，分布于非洲、大洋洲及亚洲东南部。
现并入蜡花属（Ceropegia L.）。

## 下属物种
本属包括以下物种：
- Brachystelma ananthagiriense L. Paramesh, K. Prasad, Sadas. & A. Vijaya Bhasker Reddy [3]